# Mons Bradley
El Mons Bradley és un massís lunar en el sistema dels Montes Apenninus, al llarg de la vora oriental de la Mare Imbrium. Està situat a l'oest del cràter Conon. A l'oest d'aquest pic es troba la rima Bradley. Té un diàmetre màxim de 30 km a la base, i s'eleva fins a una altura d'al voltant de 4,2 km. El seu nom li va ser donat per l'astrònom anglès James Bradley.

## Rima Bradley
Es tracta d'una rima de tipus graben, situada en la part sud-oriental de la Mare Imbrium, al costat de la serralada dels Montes Apenninus. Al nord-oest es troba el cràter Arquimedes. La rima segueix un curs direcció sud-oest, començant en el Palus Putredinis, i travessa una regió amb estratificació creuada hummocky. A l'est del límit septentrional de la rima es troba la rima Hadley i el lloc d'allunatgee de la missió Apol·lo 15. Té un diàmetre màxim de 161 km. La rima va ser batejada en referència al proper Mons Bradley. Hi ha diversos cràters petits prop d'aquesta rima amb noms assignats per la UAI (Ann, Ian, Kathleen, Michael i Patricia), les dades principals de la qual es detallen en la taula següent:
| Cràter   | Coordenades                          | Diàmetre | Origen del nom      |
| -------- | ------------------------------------ | -------- | ------------------- |
| Ann      | 25° 07′ N, 0° 03′ O / 25.11°N,0.05°O | 3 km     | Nom femení hebreu   |
| Ian      | 25° 43′ N, 0° 23′ O / 25.72°N,0.39°O | 1 km     | Nom masculí gaèlic  |
| Kathleen | 25° 20′ N, 0° 50′ O / 25.34°N,0.83°O | 5 km     | Nom femení irlandès |
| Michael  | 25° 03′ N, 0° 13′ O / 25.05°N,0.21°O | 4 km     | Nom masculí anglès  |
| Patricia | 24° 55′ N, 0° 30′ O / 24.91°N,0.50°O | 5 km     | Nom femení anglès   |